# Panthère Sportive du Ndé Bangangté
Panthère du Ndé Bangangté – kameruński klub piłkarski, mający siedzibę w mieście Bangangté. Dwukrotny zdobywca Pucharu Kamerunu i dwukrotny finalista Pucharu Kamerunu w piłce nożnej oraz członek Kameruńskiej Federacji Piłkarskiej.

## Historia klubu
Klub piłki nożnej Panthère de Bangangté został utworzony w 1952 w wyniku połączenia się trzech innych drużyn piłkarskich. Nowy zespół przyjął przydomek w lokalnym języku Nzui Manto. W 1965 po raz pierwszy w swojej historii awansował do najwyższej klasy rozgrywek piłkarskich w Kamerunie - Kameruńskiej Première Division. Następnie w sezonie 1967/1968 występował w Kameruńskiej Deuxième Division (drugi poziom rozgrywek piłki nożnej w Kamerunie). Kolejno w 1970 powrócił do Première Division by w 1972 ponownie spaść do Deuxième Division. W sezonie 1982/1983 powrócił po raz kolejny do Première Division. 
W 1988 drużyna Panthère de Bangangté sięgnęła po pierwsze w historii klubu trofeum zdobywając Puchar Kamerunu. W sezonie 1995/1996 drużyna uległa problemom finansowym, co ostatecznie spowodowało jej spadek do Deuxième Division po sezonie 1998/1999. W 2002 zespół zmienił nazwę na Panthère du Ndé Bangangté. W 2009 klub po raz drugi sięgnął po Puchar Kamerunu. W Kameruńskiej Première Division zespół dwukrotnie zajmował trzecie miejsce w tabeli regularnego sezonu (1989/1990 i 2012). Drużyna kilkukrotnie występowała w rozgrywkach piłkarskich na poziomie międzynarodowym (m.in. Afrykański Puchar Konfederacji) jednak swoją rywalizację kończyła zwykle na pierwszej rundzie rozgrywek. 
W przeszłości prezesem klubu była burmistrz miasta Bangangté - Célestine Ketcha Courtès.

### Barwy i logo klubu
|  |  |

Klub posiada barwy żółto-zielone. Mecze domowe drużyna rozgrywa w żółtych koszulkach, zielonych spodenkach i żółtych getrach. W logo klubu widnieje zielona pantera.

### Osiągnięcia
- Kameruńska Première Division: 1989/1990, 2012
- Puchar Kamerunu: 1988, 2009[8]
- Finalista Pucharu Kamerunu: 2014[9], 2015

#### Występy w rozgrywkach międzynarodowych
| Temporada | Turniej                              | Runda        | Klub            | Wynik meczu u siebie | Wynik meczu na wyjeździe | Suma bramek w obu meczach |
| --------- | ------------------------------------ | ------------ | --------------- | -------------------- | ------------------------ | ------------------------- |
| 1989      | Afrykański Puchar Zdobywców Pucharów | 1            | LPRC Oilers     | 0-0                  | 1-2                      | 1-2                       |
| 2010      | Afrykański Puchar Konfederacji       | Kwalifikacje | Benin —         | w.o.1                | w.o.1                    | w.o.1                     |
| 2010      | Afrykański Puchar Konfederacji       | 1            | AS Vita Club    | 1-1                  | 2-3                      | 3-4                       |
| 2013      | Afrykański Puchar Konfederacji       | Kwalifikacje | Elect-Sport FC  | 2-0                  | 1-1                      | 3-1                       |
| 2013      | Afrykański Puchar Konfederacji       | 1            | USM Algier      | 2-3                  | 0-1                      | 2-4                       |
| 2015      | Afrykański Puchar Konfederacji       | Kwalifikacje | Rayon Sports FC | 0-1                  | 0-1                      | 0-2                       |

1 – Benin nie wysłał żadnego klubu na turniej.

### Znani zawodnicy występujący w klubie obecnie i w przeszłości
- Bachirou Salou